# Пам'ятки археології Лозівського району
У Лозівському районі Харківської області на обліку перебуває 77 пам'яток археології.
| № з/п | Охоронний № | Місцезнаходження об'єкту | Назва об'єкту                                                                 | Дослідник, рік обстеження | Розміри                       | Кат     | Рішення Харківського ОВК, накази УКіТ | Охоронна зона: розміри, Рішення Харківського ОВК, накази УКіТ                                                           |
| ----- | ----------- | --- | ----------------------------------------------------------------------------- | --- | ----------------------------- | ------- | ------------------------------------- | --- |
| 1.    | 2041        | с. Благодатне Тихопільської с/р | Кургани. 5. III тис. до н.е. – I тис. н.е.                                    | Бородулін В.Г., археол. 1971р.,Бакуменко К.І., ст. науков. співроб. ХНМЦОКС, 2004                                                  | Вис. 0,5-4,0 м                | Місцева | № 413 від 19.08.85р.                  | 50 м. №184 від 20.04.87р.                                                                                               |
| 2.    | 2037        | с. Богомолівка Садовської с/р | Поселення доби бронзи II тис. до н.е.                                         | Бородулін В.Г., археол. 1971р. | Площа 150,0х60,0 м            | -<<-    | -<<-                                  | 50 м. №184 від 20.04.87р.                                                                                               |
| 3.    | 1175        | -<<-В 300м на півн-зах від села | Курган. III тис. до н.е. – I тис. н.е.                                        | Бородулін В.Г., археол. 1971р.,Бакуменко К.І., ст. науков. співроб. ХНМЦОКС, 2004                                                  | Вис. 3,0 м                    | -<<-    | № 61 від 25.01.72р.                   | 10м.Наказ УКіТ №19 від 17.02.2005р.                                                                                     |
| 4.    | 2042        | с. Браїлівка Краснопавлівської сел/р | Кургани. 9.III тис. до н.е. – I тис. н.е.                                     | -<<- | Вис. 1,0-1,2 м                | -<<-    | № 413 від 19.08.85р.                  | 50 м. №184 від 20.04.87р.                                                                                               |
| 5.    | 2043        | с. Бунакове Бунаківської с/р | Кургани. 13.III тис. до н.е. – I тис. н.е.                                    | Городцов В.О., археол. 1903р. Бакуменко К.І., ст. науков. співроб. ХНМЦОКС, 2004                                                   | Вис. 0,8-2,0 м                | -<<-    | -<<-                                  | 50 м. №184 від 20.04.87р.                                                                                               |
| 6.    | 2146        | с. Бритай Садовської с/р | Кургани. 14.III тис. до н.е. – I тис. н.е.                                    | -<<- | Вис. 0,5-2,0 м                | -<<-    | № 118 від 17.03.86р.                  | 50 м. №184 від 20.04.87р. (встановлена на 7 курганів)10м.Наказ УКіТ №19 від 17.02.2005р. (встановлена на 7 курганів)    |
| 7.    | 2044        | с. Герсеванівка Перемозької с/р | Кургани. 4.III тис. до н.е. – I тис. н.е.                                     | Бородулін В.Г., археол. 1971р. | Вис. 0,4-1,0 м                | -<<-    | № 413 від 19.08.85р.                  | 50 м. №184 від 20.04.87р.                                                                                               |
| 8.    | 2590        | с. Городнє Шатівської с/р | Кургани. 2III тис. до н.е. – I тис. н.е.                                      | Колода В.В., к.і.н. 1984р. | Вис. 0,5 м                    | -<<-    | № 975 від 18.09.97р.                  | |
| 9.    | 2147        | с. Горохівка Бунаковської с/р | Кургани. 19.III тис. до н.е. – I тис. н.е.                                    | Городцов В.О., археол. 1903р., Бакуменко К.І., ст. науков. співроб. ХНМЦОКС, 2004                                                  | Вис. 0,5-3,5 м                | -<<-    | № 118 від 17.03.86р.                  | 50 м. №184 від 20.04.87р. (встановлена на 7 курганів),10м.Наказ УКіТ №19 від 17.02.2005р. (встановлена на 12 курганів)  |
| 10.   | 1174        | колишнє с. Добропілля, за 1 км на північ від птахоферми. затоплено Краснопавлівським водосховищем                                                                                   | Курган. III тис. до н.е. – I тис. н.е.                                        | Бородулін В.Г., археол. 1971р. | Вис. 1,0 м                    | -<<-    | № 61 від 25.01.72р.                   | |
| 11.   | 2045        | с. Єлизаветівка Єлизаветівської с/р | Кургани. 22. III тис. до н.е. – I тис. н.е.                                   | Бакуменко К.І., ст. науков. співроб. ХНМЦОКС, 2004.                                                                                | Вис. 0,5-2,8 м                | -<<-    | № 413 від 19.08.85р.                  | 50 м. №184 від 20.04.87р. (встановлена на 8 курганів)10м.Наказ УКіТ №19 від 17.02.2005р. (встановлена на 17 курганів)   |
| 12.   | 1176        | Колишнє с. Жукове Надеждинської с/р в 500м на зах від села | Кургани. 2.III тис. до н.е. – I тис. н.е.                                     | Бородулін В.Г., археолог. 1971р.                                                                                                   | Вис. 0,7-1,2 м                | -<<-    | № 61 від 25.01.72р.                   | |
| 13.   | 2046        | с-ще. Кінне Кінненської с/р | Кургани. 7.III тис. до н.е. – I тис. н.е.                                     | Шрамко Б.А., д.і.н., Міхеєв В.К., д.і.н., Грубник-Буйнова Л.П. археол. 1977р., Бакуменко К.І., ст. науков. співроб. ХНМЦОКС, 2004. | Вис. 0,5-1,8 м                | -<<-    | № 413 від 19.08.85р.                  | 50 м. №184 від 20.04.87р. (встановлена на 2 кургани)10м.Наказ УКіТ №19 від 17.02.2005р. (встановлена на 2 кургани)      |
| 14.   | 2591        | с. Комсомольське Комсомольської с/р | Кургани. 2.III тис. до н.е. – I тис. н.е.                                     | Шрамко Б.А., д.і.н., Міхеєв В.К., д.і.н., Грубник-Буйнова Л.П. археол. 1977р.                                                      | Вис. 0,1-1,0 м                | -<<-    | № 975 від 18.09.97р.                  | |
| 15.   | 1172        | смт. Краснопавлівка Краснопавлівської сел/р, вздовж дороги до колишнього с. Князеве                                                                                                 | Кургани. 9.III тис. до н.е. – I тис. н.е.                                     | Бородулін В.Г., археол. 1971р., Бакуменко К.І., ст. науков. співроб. ХНМЦОКС, 2004                                                 | Вис. 0,5-1,5 м                | -<<-    | № 61 від 25.01.72р.                   | 50 м. №184 від 20.04.87р.                                                                                               |
| 16.   | 1177        | смт. Краснопавлівка Краснопавлівської сел/р (колишнє с. Князеве) | Кургани. 2.III тис. до н.е. – I тис. н.е.                                     | Бородулін В.Г., археол. 1971р., Бакуменко К.І., ст. науков. співроб. ХНМЦОКС, 2004                                                 | Вис. 1,0 м                    | -<<-    | -<<-                                  | 50 м.№33 від 23.01.84р.                                                                                                 |
| 17.   | 1179        | -<<-, на схід від смт. біля дороги у с. Чорнокам’янка | Курган. III тис. до н.е. – I тис. н.е.                                        | Бородулін В.Г., археол. 1971р. | Вис. 0,7 м                    | -<<-    | -<<-                                  | 50 м. №197 від 16.04.84р.                                                                                               |
| 18.   | 2047        | смт. Краснопавлівка (на території Яковлівської с/р) | Кургани. 4.III тис. до н.е. – I тис. н.е.                                     | Бородулін В.Г., археол. 1971р., Бакуменко К.І., ст. науков. співроб. ХНМЦОКС, 2004                                                 | Вис. 0,5-1,5 м                | -<<-    | № 413 від 19.08.85р.                  | |
| 19.   | 2048        | с. Мальцівське Новоіванівської с/р | Кургани. 10.III тис. до н.е. – I тис. н.е.                                    | Бакуменко К.І., ст. науков. співроб. ХНМЦОКС, 2004 р.                                                                              | Вис. 0,7-2,0 м                | -<<-    | -<<-                                  | 50 м. №184 від 20.04.87р. (встановлена на 3 кургани),10м.Наказ УКіТ №19 від 17.02.2005р. (встановлена на 7 курганів)    |
| 20.   | 2049        | с. Мар’ївка Миколаївської с/р | Кургани. 5.III тис. до н.е. – I тис. н.е.                                     | -<<- | Вис. 0,5-1,2 м                | -<<-    | -<<-                                  | 50 м. №184 від 20.04.87р. (встановлена на 2 кургани),10м.Наказ УКіТ №19 від 17.02.2005р. (встановлена на 3 кургани)     |
| 21.   | 2053        | с. Миколаївка Миколаївської с/р | Кургани. 13.III тис. до н.е. – I тис. н.е.                                    | -<<- | Вис. 0,5-2,0 м                | -<<-    | -<<-                                  | 50 м. №184 від 20.04.87р. (встановлена на 4 кургани),10м.Наказ УКіТ №19 від 17.02.2005р.(встановлена на 6 курганів)     |
| 22.   | 2050        | с. Миролюбівка Надеждівської с/р | Кургани. 4.III тис. до н.е. – I тис. н.е.                                     | -<<- | Вис. 1,2-1,8 м                | -<<-    | -<<-                                  | 50 м. №184 від 20.04.87р.                                                                                               |
| 23.   | 2051        | с. Надеждівка Надеждівської с/р | Кургани. 17.III тис. до н.е. – I тис. н.е.                                    | -<<- | Вис. 0,5-5,0 м.               | -<<-    | -<<-                                  | 50 м. №197 від 16.04.84р.                                                                                               |
| 24.   | 2052        | с. Нестеліївка Новоіванівської с/р | Кургани. 4.III тис. до н.е. – I тис. н.е.                                     | -<<- | Вис. 1,0-2,5 м                | -<<-    | -<<-                                  | 50 м. №184 від 20.04.87р.                                                                                               |
| 25.   | 2038        | с. Нова Мечебилівка Тихопільської с/р | Поселення двошарове: зрубне та салтівське. XV-XIII ст. до н.е.VIII-X ст. н.е. | Зайцев Б.П., д.і.н., Андрієнко В.П., к.і.н. 1959р., 1970р.                                                                         | Площа 50,0х100,0 м            | -<<-    | -<<-                                  | 50 м. №184 від 20.04.87р.                                                                                               |
| 26.   | 2040        | с. Олександрівка Шатівської с/р | Кургани. 2.III тис. до н.е. – I тис. н.е.                                     | Шрамко Б.А., д.і.н., Міхеєв В.К., д.і.н., Грубник-Буйнова Л.П. археол. 1977р., Бакуменко К.І., ст. науков. співроб. ХНМЦОКС, 2004  | Вис. 0,7-2,0 м                | -<<-    | -<<-                                  | 50 м. №184 від 20.04.87р.                                                                                               |
| 27.   | 2054        | с. Павлівка Друга Павлівської Другої с/р | Кургани. 32.III тис. до н.е. – I тис. н.е.                                    | -<<- | Вис. 0,5-3,0 м                | -<<-    | -<<-                                  | 50 м. №184 від 20.04.87р.                                                                                               |
| 28.   | 2055        | с. Перемога Перемозької с/р | Кургани. 5.III тис. до н.е. – I тис. н.е.                                     | -<<- | Вис. 0,8-4,0 м                | -<<-    | -<<-                                  | 50 м. №184 від 20.04.87р. (встановлена на 2 кургани),10м.Наказ УКіТ №19 від 17.02.2005р.                                |
| 29.   | 2056        | с. Петропілля Орільської сел/р | Кургани. 5.III тис. до н.е. – I тис. н.е.                                     | -<<- | Вис. 0,5-1,0 м                | -<<-    | -<<-                                  | 50 м. №184 від 20.04.87р.                                                                                               |
| 30.   | 2057        | с. Плисове Плисівської с/р | Кургани. 6.III тис. до н.е. – I тис. н.е.                                     | -<<- | Вис. 0,7-2,0 м                | -<<-    | -<<-                                  | 50 м. №184 від 20.04.87р.                                                                                               |
| 31.   | 2058        | с. Привілля Надеждівської с/р | Кургани. 13.III тис. до н.е. – I тис. н.е.                                    | -<<- | Вис. 0,5-2,5 м                | -<<-    | -<<-                                  | 50 м. №184 від 20.04.87р.                                                                                               |
| 32.   | 2059        | с. Роздори Перемозької с/р | Кургани. 4.III тис. до н.е. – I тис. н.е.                                     | -<<- | Вис. 0,7-1,8 м                | -<<-    | -<<-                                  | 50 м. №184 від 20.04.87р.                                                                                               |
| 33.   | 2060        | с. Садове Садовської с/р | Кургани. 5.III тис. до н.е. – I тис. н.е.                                     | -<<- | Вис. 0,5-2,0 м                | -<<-    | -<<-                                  | 50 м. №184 від 20.04.87р.                                                                                               |
| 34.   | 2061        | с. Світловщина Катеринівської с/р | Кургани. 2.III тис. до н.е. – I тис. н.е.                                     | -<<- | Вис. 1,0-1,5 м                | -<<-    | -<<-                                  | 50 м. №184 від 20.04.87р.                                                                                               |
| 35.   | 2062        | с. Святушине Бунаківської с/р | Кургани. 31.III тис. до н.е. – I тис. н.е.                                    | -<<- | Вис. 0,4-3,0 м                | -<<-    | -<<-                                  | 50 м. №184 від 20.04.87р. (встановлена на 16 курганів),10м.Наказ УКіТ №19 від 17.02.2005р. (встановлена на 18 курганів) |
| 36.   | 2063        | с. Смирнівка Смирнівської с/р | Кургани. 17.III тис. до н.е. – I тис. н.е.                                    | -<<- | Вис. 0,3-3,5 м                | -<<-    | -<<-                                  | 50 м. №184 від 20.04.87р. (встановлена на 5 курганів)\,10м.Наказ УКіТ №19 від 17.02.2005р. (встановлена на 12 курганів) |
| 37.   | 2064        | с. Страсне Новоіванівської с/р | Кургани. 5.III тис. до н.е. – I тис. н.е.                                     | -<<- | Вис. 1,0-4,0 м                | -<<-    | -<<-                                  | 50 м. №184 від 20.04.87р.                                                                                               |
| 38.   | 2039        | с. Тихопілля Тихопільської с/р | Поселення зрубне. XV-XIII ст. до н.е.                                         | Андрієнко В.П., к.і.н. 1970р. | -<<-                          | -<<-    | 50 м. №184 від 20.04.87р.             | |
| 39.   | 2065        | с. Федорівка Надеждівської с/р | Кургани. 5.III тис. до н.е. – I тис. н.е.                                     | Шрамко Б.А., д.і.н., Міхеєв В.К., д.і.н., Грубник-Буйнова Л.П. археол. 1977р., Бакуменко К.І., ст. науков. співроб. ХНМЦОКС, 2004  | Вис. 0,5-0,7 м                | -<<-    | -<<-                                  | 50 м. №184 від 20.04.87р.                                                                                               |
| 40.   | 2066        | с. Царедарівка Царедарівської с/р | Кургани. 7.III тис. до н.е. – I тис. н.е.                                     | -<<- | Вис. 1,0-2,0 м                | -<<-    | -<<-                                  | 50 м. №184 від 20.04.87р.                                                                                               |
| 41.   | 2148        | с. Шатівка Шатівської с/р | Кургани. 5.III тис. до н.е. – I тис. н.е.                                     | -<<- | Вис. 0,7-2,0 м                | -<<-    | № 118 від 17.03.86р.                  | 50 м. №184 від 20.04.87р.                                                                                               |
| 42.   | 2067        | с. Шугаївка Орільської сел/р | Кургани. 4.III тис. до н.е. – I тис. н.е.                                     | -<<- | Вис. 1,0-1,5 м                | -<<-    | № 413 від 19.08.85р.                  | 50 м. №184 від 20.04.87р.                                                                                               |
| 43.   | 2592        | с. Яблучне Орільської сел/р | Кургани. 2.III тис. до н.е. – I тис. н.е.                                     | -<<- | Вис. 1,0 м                    | -<<-    | № 975 від 18.09.97р.                  | |
| 44.   | 2068        | с. Яковлівка Яковлівської с/р | Кургани. 4.III тис. до н.е. – I тис. н.е.                                     | -<<- | Вис. 1,0-2,0 м                | -<<-    | № 413 від 19.08.85р.                  | 50 м. №184 від 20.04.87р.                                                                                               |
| 45.   | 1180        | С. Чорнокамянка поруч з дорогю на с. Князеве | Кургани. 3.III тис. до н.е. – I тис. н.е.                                     | 1971р. | Вис. 1,0м                     | -<<-    | № 61 від 25.01.72р.                   | |
| 46.   | 1171        | Колишнє с. Князеве, за 200м на півд-зах від села, у 350м на півд від мосту | Стоянка. Бронзова доба                                                        | 1971р. | Площа 150х70м                 | -<<-    | -<<-                                  | |
| 47.   |             | с. Вишневе Перемозької сільської ради Лозівського району. Кургани №№ 1-2 розташовані за 5 км на північ від північної околиці села та за 0,5 км на південь від каналу Дніпро-Донбас. | Курганна група (2) №№ 1 - 2 III тис. до н.е. – I тис. н.е.                    | Резніков В.В., 2009р. | К.№1- 1,5/35м,К.№2 – 1,0/40 м | Об’єкт  | Наказ УКіТ №274/1 від 06.11.09р.      | |
| 48.   |             | с. Артільне Артільної с/ради. 5 курганів, розташовані на південь та на південний захід від села                                                                                     | Кургани                                                                       | Бакуменко К.І. –зав. сектору охорони пам’яток археології ХІМ. 2003 р. III тис. до н.е. – I тис. н.е.                               | вис. 0,5-3,5 м                | Об’єкт  | Наказ УКіТ №25 від 02.03.05р.         | |
| 49.   |             | с. Бакшарівка Павлівської с/ради. 11 курганів, розташовані навколо села | – << –                                                                        | – << – | вис. 0,5-3,0 м                | Об’єкт  | Наказ УКіТ №25 від 02.03.05р.         | |
| 50.   |             | с. Братолюбівка Катеринівської с/ради.7 курганів, розташовані на північ за 1 км та на північний схід за 2,5 км                                                                      | – << –                                                                        | Бакуменко К.І., ст. науков. співроб. ХНМЦОКС. 2004 р.III тис. до н.е. – I тис. н.е.                                                | вис. 0,7-3,5 м                | Об’єкт  | Наказ УКіТ №25 від 02.03.05р.         | |
| 51.   |             | с. Веселе Смирнівської с/ради. 3 кургани, розташовані на північний захід від села за 2,5 км                                                                                         | – << –                                                                        | Бакуменко К.І. –зав. сектору охорони пам’яток археології ХІМ. 2003 р. III тис. до н.е. – I тис. н.е.                               | вис. 0,3-1,3 м                | Об’єкт  | Наказ УКіТ №25 від 02.03.05р.         | |
| 52.   |             | с. Вільне Чернігівської с/ради. 3 кургани розташовані на південний схід від села | – << –                                                                        | Бакуменко К.І., ст. науков. співроб. ХНМЦОКС. 2004 р.III тис. до н.е. – I тис. н.е.                                                | вис. 0,6-1,2 м                | Об’єкт  | Наказ УКіТ №25 від 02.03.05р.         | |
| 53.   |             | с. Дивізійне Артільської с/ради. 3 кургани, розташовані на північ та на північний захід від села                                                                                    | – << –                                                                        | Бакуменко К.І. –зав. сектору охорони пам’яток археології ХІМ. 2003 р. III тис. до н.е. – I тис. н.е.                               | вис. 0,5-2,5 м                | Об’єкт  | Наказ УКіТ №25 від 02.03.05р.         | |
| 54.   |             | с-ще Жовтневе Кінненської с/ради. 1 курган, розташований на захід від села за 1 км                                                                                                  | Курган                                                                        | Бакуменко К.І., ст. науков. співроб. ХНМЦОКС. 2004 р.III тис. до н.е. – I тис. н.е.                                                | вис. 1,0 м                    | Об’єкт  | Наказ УКіТ №25 від 02.03.05р.         | |
| 55.   |             | с. Зелений Гай Павлівської Другої с/ради. 10 курганів, розташовані на схід та на північ від села                                                                                    | Кургани                                                                       | Бакуменко К.І. –зав. сектору охорони пам’яток археології ХІМ. 2003 р. III тис. до н.е. – I тис. н.е.                               | вис. 0,5-2,5 м                | Об’єкт  | Наказ УКіТ №25 від 02.03.05р.         | |
| 56.   |             | с. Катеринівка Катеринівської с/ради. 2 кургани, розташовані на захід від села за 0,5 км                                                                                            | – << –.                                                                       | Бакуменко К.І., ст. науков. співроб. ХНМЦОКС. 2004 р.III тис. до н.е. – I тис. н.е.                                                | вис. 0,7-3,5 м                | Об’єкт  | Наказ УКіТ №25 від 02.03.05р.         | |
| 57.   |             | с. Миколаївка Шатівської с/ради. 4 кургани, розташовані на північ за 2,5 км та на північний схід за 3 км від села                                                                   | – << –                                                                        | – << – | вис. 0,5-1,8 м                | Об’єкт  | Наказ УКіТ №25 від 02.03.05р.         | |
| 58.   |             | с. Мирне Комсомольської с/ради. 1 курган, розташований на південь від села за 1,5 км                                                                                                | Курган                                                                        | – << – | вис. 0,7 м                    | Об’єкт  | Наказ УКіТ №25 від 02.03.05р.         | |
| 59.   |             | с. Миронівка Краснопавлівської сел/ради. 7 курганів, розташовані на північний захід за 1,6 км та на південь від села                                                                | Кургани                                                                       | – << – | вис. 0,5-1,5 м                | Об’єкт  | Наказ УКіТ №25 від 02.03.05р.         | |
| 60.   |             | с. Михайлівка Катеринівської с/ради. 1 курган, розташований на північний захід від села за 1 км                                                                                     | Курган                                                                        | – << – | вис. 0,8 м                    | Об’єкт  | Наказ УКіТ №25 від 02.03.05р.         | |
| 61.   |             | с. Надеждине Артільської с/ради. 3 кургани, розташовані на південь та південний захід від села                                                                                      | Кургани                                                                       | Бакуменко К.І. –зав. сектору охорони пам’яток археології ХІМ. 2003 р. III тис. до н.е. – I тис. н.е.                               | вис. 0,8-3,5 м                | Об’єкт  | Наказ УКіТ №25 від 02.03.05р.         | |
| 62.   |             | с. Настасіївка Катеринівської с/ради.4 кургани, розташовані на північний схід за 1,5 км та на схід від південної околиці села за 0,2 км                                             | – << –                                                                        | Бакуменко К.І., ст. науков. співроб. ХНМЦОКС. 2004 р.III тис. до н.е. – I тис. н.е.                                                | вис. 1,0-2,2 м                | Об’єкт  | Наказ УКіТ №25 від 02.03.05р.         | |
| 63.   |             | с-ще Нижня Краснопавлівка Яковлівської с/ради. 1 курган, розташований на північний захід від північної околиці селища за 2,5 км                                                     | Курган                                                                        | – << – | вис. 0,7 м                    | Об’єкт  | Наказ УКіТ №25 від 02.03.05р.         | |
| 64.   |             | с. Новоселівка Павлівської Другої с/ради. 3 кургани, розташовані на північ від села за 1 км                                                                                         | Кургани                                                                       | Бакуменко К.І. –зав. сектору охорони пам’яток археології ХІМ. 2003 р. III тис. до н.е. – I тис. н.е.                               | вис. 0,5-1,0 м                | Об’єкт  | Наказ УКіТ №25 від 02.03.05р.         | |
| 65.   |             | с. Олексіївка Миколаївської с/ради. 5 курганів, розташовані на північний захід від північної околиці села за 2 км                                                                   | – << –                                                                        | Бакуменко К.І., ст. науков. співроб. ХНМЦОКС. 2004 р.III тис. до н.е. – I тис. н.е.                                                | вис. 0,7-1,5 м                | Об’єкт  | Наказ УКіТ №25 від 02.03.05р.         | |
| 66.   |             | с. Петрівське Орільської с/ради. 6 курганів, розташовані на північ та на схід від села                                                                                              | – << –                                                                        | Бакуменко К.І. –зав. сектору охорони пам’яток археології ХІМ. 2003 р. III тис. до н.е. – I тис. н.е.                               | вис. 0,5-1,0 м                | Об’єкт  | Наказ УКіТ №25 від 02.03.05р.         | |
| 67.   |             | с. Поди Миколаївської с/ради. 1 курган, розташований на захід від села за 0,7 км | Курган                                                                        | Бакуменко К.І., ст. науков. співроб. ХНМЦОКС. 2004 р.III тис. до н.е. – I тис. н.е.                                                | вис. 1,2 м                    | Об’єкт  | Наказ УКіТ №25 від 02.03.05р.         | |
| 68.   |             | с. Полтавське Царедарівської с/ради. 1 курган, розташований на південний схід від села за 2 км                                                                                      | – << –                                                                        | Бакуменко К.І. –зав. сектору охорони пам’яток археології ХІМ. 2003 р. III тис. до н.е. – I тис. н.е.                               | вис. 3,0 м                    | Об’єкт  | Наказ УКіТ №25 від 02.03.05р.         | |
| 69.   |             | с. Радянське Комсомольської с/ради. 4 кургани, розташовані на північ за 1 км та на південь за 2,5 км від села                                                                       | Кургани                                                                       | Бакуменко К.І., ст. науков. співроб. ХНМЦОКС. 2004 р.III тис. до н.е. – I тис. н.е.                                                | вис. 1,0-1,5 м                | Об’єкт  | Наказ УКіТ №25 від 02.03.05р.         | |
| 70.   |             | с. Реводарівка Царедарівської с/ради. 1 курган розташований на північ від села за 1 км                                                                                              | Курган                                                                        | – << – | вис. 1,5 м                    | Об’єкт  | Наказ УКіТ №25 від 02.03.05р.         | |
| 71.   |             | с. Різдвянка Садовської с/ради. 12 курганів, розташовані на північний захід та на північ від північної околиці села                                                                 | Кургани                                                                       | – << – | вис. 0,6-2,0 м                | Об’єкт  | Наказ УКіТ №25 від 02.03.05р.         | |
| 72.   |             | с. Степанівка Яковлівської с/ради. 2 кургани, розташований на захід від села | – << –                                                                        | – << – | вис. 1,0 м                    | Об’єкт  | Наказ УКіТ №25 від 02.03.05р.         | |
| 73.   |             | с. Тихопілля Тихопільської с/ради. 3 кургани, розташовані на схід від села за 0,3 км                                                                                                | – << –                                                                        | Бакуменко К.І. –зав. сектору охорони пам’яток археології ХІМ. 2003 р. III тис. до н.е. – I тис. н.е.                               | вис. 0,5-4,0 м                | Об’єкт  | Наказ УКіТ №25 від 02.03.05р.         | |
| 74.   |             | с. Федорівка Комсомольської с/ради.4 кургани, розташовані на північ від села за 0,7 км                                                                                              | – << –                                                                        | Бакуменко К.І., ст. науков. співроб. ХНМЦОКС. 2004 р.III тис. до н.е. – I тис. н.е.                                                | вис. 0,5-1,7 м                | Об’єкт  | Наказ УКіТ №25 від 02.03.05р.         | |
| 75.   |             | с. Червоний Кут Перемозької с/ради (біля колишнього с. Князеве). 10 курганів, розташовані навколо села                                                                              | – << –                                                                        | – << – | вис. 0,6-1,5 м                | Об’єкт  | Наказ УКіТ №25 від 02.03.05р.         | |
| 76.   |             | с. Червоний Шахтар Царедарівської с/ради. 1 курган, розташований на північний схід від села за 1,5 км                                                                               | Курган                                                                        | – << – | вис. 1,2 м                    | Об’єкт  | Наказ УКіТ №25 від 02.03.05р.         | |
| 77.   |             | с-ще Чернігівське Чернігівської с/ради. 6 курганів, розташовані на північний схід та на південний схід від селища                                                                   | Кургани                                                                       | – << – | вис. 0,7-1,5 м                | Об’єкт  | Наказ УКіТ №25 від 02.03.05р.         | |
|       |             | |                                                                               | |                               |         |                                       | |

## Джерело
Лист Харківської Облдержадміністрації на запит ВМ УА від 28 березня 2012. Файли доступні на сайті конкурсу WLM.